# Taxiphyllum torrentium
Taxiphyllum torrentium är en bladmossart som beskrevs av William Russell Buck 1987. Taxiphyllum torrentium ingår i släktet Taxiphyllum och familjen Hypnaceae. Inga underarter finns listade i Catalogue of Life.